# ひばきち
ひばきちは、日本の漫画家。主にゲイコミックアンソロジーで活躍している。ショタとケモノ要素の強い成人向けファンタジー漫画を描く。

## 作品リスト

### 単行本
- BEASTY BOYS （1999年 光彩書房）
- 快楽依存者 （2000年 光彩書房）
- BEEF JAM （2006年 オークラ出版）
- BEAST HEAVEN （2008年 オークラ出版）